# Шкуро, Станислав Иванович
Станислав Иванович Шкуро (род. 23 июля 1948, Ялуторовск, Тюменская область) — советский и российский политический деятель, депутат Государственной Думы ФС РФ первого созыва (1993—1995)

## Биография

### Депутат Государственного думы
Депутат Государственной Думы Федерального Собрания РФ первого созыва (1993—1995), был членом депутатской группы «Новая региональная политика», заместителем председателя Комитета по аграрным вопросам.